# Philippikos Bardanes

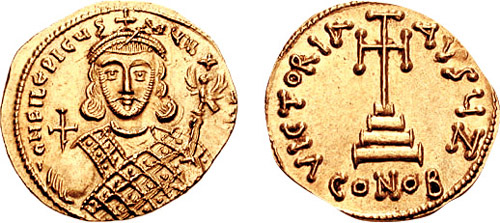
Solidus des Philippikos (FILIPICUS), der die Siege des Kaisers feiert (VICTORIA AVGU).

Philippikos Bardanes (mittelgriechisch Φιλιππικὸς Βαρδάνης; † 713) war von 711 bis 713 byzantinischer Kaiser.

## Leben
Philippikos hieß ursprünglich Bardanes und stammte aus einer armenischen Familie, die aber schon länger in Konstantinopel etabliert war. Sein Vater Nikephoros hatte als Offizier unter Konstans II. gedient. Philippikos trat ebenfalls in den Militärdienst. Seine Ambitionen auf die Kaiserwürde hatten in der Regierungszeit des Tiberios II. zu seiner Verbannung geführt. Justinian II. hatte ihn zurückgerufen, dann aber ebenfalls verbannt. Philippikos hielt sich 711 in Cherson auf der Krim auf, wo er sich mit Unterstützung der Chasaren zum Kaiser ausrufen ließ und auch den Namen Philippikos annahm. Als er mit einer Flotte nach Konstantinopel zog, floh Justinian II., wurde aber schließlich gefangen genommen und kurz darauf gemeinsam mit seinem Sohn und Thronfolger Tiberios getötet.
Außenpolitisch gelang Philippikos 712 ein Sieg gegen die Bulgaren, er konnte jedoch die arabischen Vorstöße in Kleinasien in den Jahren seiner Herrschaft nicht verhindern. Bereits Anfang Juni 713 erhoben sich einige Truppen gegen Philippikos, stürzten und blendeten ihn.
Kirchenpolitisch bekannte sich Philippikos zum Monotheletismus, in dem er wohl auch theologisch unterrichtet war. Er hob durch ein kaiserliches Edikt die Bestimmungen des sechsten ökumenischen Konzils auf, das diese Lehre als Häresie verurteilt hatte, und ließ im Kaiserpalast Darstellungen dieses Konzils entfernen. Das führte zu Konflikten mit dem Papst in Rom. Der Name des „irrgläubigen“ Kaisers wurde dort weder im Kirchengebet erwähnt noch durfte er auf Münzen geprägt werden. In syrischen Quellen sowie bei Theophanes genießt Philippikos, der offenbar sehr gebildet war, hingegen ein besseres Ansehen.